# Диаманте
Диаманте (итал. Diamante) — коммуна в Италии, располагается в регионе Калабрия, подчиняется административному центру Козенца.
Население составляет 5091 человек (на 2001 г.), плотность населения составляет 462 чел./км². Занимает площадь 11 км². Почтовый индекс — 87023. Телефонный код — 0985.
Покровительницей коммуны почитается Пресвятая Богородица. Праздник Immacolata Concezione ежегодно празднуется 8 декабря.